# Полицајац
Полицајац (ж. полицајка) је особа која ради у полицији као службено лице које се бави одржавањем мира и безбедности и спровођењем закона у име државе на одређеном подручју.

## Етимологија
Реч „полицајац“ је изведена од речи „полиција“, што је настало од грчке речи „πολιτεία”, „начин владавине“.